# Dašnica (Aleksinac)
Dašnica (kyrillisch:Дашница) ist ein Dorf in Ostserbien.

## Geographie und Bevölkerung
Das Dorf liegt in der Opština Aleksinac im Nišavski okrug im Osten des Landes auf 321 Meter über dem Meeresspiegel. Dašnica  hatte bei der Volkszählung von 2011 53 Einwohner, während es 2002 noch 115 waren. Nach den letzten drei Bevölkerungsstatistiken fällt die Einwohnerzahl weiter.
Die Bevölkerung von Dašnica stellen Serbisch-orthodoxe Serben. Der Ort besteht aus 45 Haushalten.
Das Dorf ist südwestlich von der Stadt Aleksinac gelegen. In der Nähe liegt der Gebirgszug Jastrebac, der auch touristisch erschlossen ist. 
Die Nachbardörfer von Dašnica sind: Grejač, Loćika, Koprivnica und Bankovac.

### Demographie
| Jahr | Einwohnerzahl |
| ---- | ------------- |
| 1948 | 491           |
| 1953 | 487           |
| 1961 | 449           |
| 1971 | 337           |
| 1981 | 239           |
| 1991 | 141           |
| 2002 | 115           |
| 2011 | 53            |

## Religion
Die Serbisch-orthodoxe Kapelle im Dorf ist dem Hl. Großmärtyrer Prokopius geweiht und wurde 1927 auf den Fundamenten einer älteren Holzkirche erbaut. 1996 wurde die Kapelle erneuert. Die Kapelle gehört zur Pfarrei Grejač im Dekanat Aleksinac der Eparchie Niš, der Serbisch-orthodoxen Kirche.

## Belege
- 1.^ Књига 9, Становништво, упоредни преглед броја становника 1948, 1953, 1961, 1971, 1981, 1991, 2002, подаци по насељима, Републички завод за статистику, Београд, мај 2004, ISBN 86-84433-14-9
- 2.^ Књига 1, Становништво, национална или етничка припадност, подаци по насељима, Републички завод за статистику, Београд, фебруар 2003, ISBN 86-84433-00-9
- 3.^ Књига 2, Становништво, пол и старост, подаци по насељима, Републички завод за статистику, Београд, фебруар 2003, ISBN 86-84433-01-7